# Nicrophorus lunatus
Nicrophorus lunatus là một loài bọ cánh cứng trong họ Silphidae được miêu tả bởi Fischer von Waldheim in 1842.